# Habropogon fulvulus
Habropogon fulvulus är en tvåvingeart som beskrevs av Oskar Theodor 1980. Habropogon fulvulus ingår i släktet Habropogon och familjen rovflugor.
Artens utbredningsområde är Israel. Inga underarter finns listade i Catalogue of Life.